# دلکو–مارسی پوونس کی‌تی‌ام
دلکو–مارسی پوونس کی‌تی‌ام (فرانسوی: Delko–Marseille Provence KTM‎) یک تیم دوچرخه‌سواری در کشور فرانسه است.
این تیم که در سال ۱۹۷۴ تأسیس شده در مسابقات مهمی همچون تور دوچرخه‌سواری اروپا که بخشی از تور دوچرخه‌سواری قاره‌ای است شرکت می‌کند.